# پینکاس براون
پینکاس براون (انگلیسی: Pinkas Braun; ۷ ژانویهٔ ۱۹۲۳ – ۲۴ ژوئن ۲۰۰۸) بازیگر اهل سوئیس بود.
از فیلم‌ها یا برنامه‌های تلویزیونی که وی در آن نقش داشته‌است می‌توان به کشتی راهنما، سامسون و دلیله، وراثت اشاره کرد.